# Walter Söderlund
Walter Olof Söderlund, född 5 februari 1956 i Spånga, död 9 december 2012 i Saltsjö-Boo, var en svensk regissör av filmer och TV-produktioner.

## Biografi
Söderlund utbildades vid Scenskolan i Malmö. Han arbetade som regissör för Killinggänget i sex år under 1990-talet och regisserade bland annat succéserierna Nile City 105,6 och I manegen med Glenn Killing. Söderlund stod också bakom många av de prisbelönta ICA-reklamerna.

## Filmografi
- 1992 – I manegen med Glenn Killing (TV-serie)
- 1994 – I manegen med Glenn Killing – Live från Berns (TV-serie)
- 1995 – Nilecity 105,6 (TV-serie)
- 1996 – Percy tårar (TV-serie)
- 2000 – Falkenswärds möbler (TV-serie)
- 2010 – Make Up (TV-serie)
- 2013 – Lasse-Majas detektivbyrå – von Broms hemlighet
- 2014 – Lasse-Majas detektivbyrå – Skuggor över Valleby
- 2014 – Lasse-Majas detektivbyrå – Stella Nostra

## Teater

### Roller (ej komplett)
| År   | Roll | Produktion          | Regi          | Teater            |
| ---- | ---- | ------------------- | ------------- | ----------------- |
| 1983 | Rudi | Bent Martin Sherman | Georg Malvius | Örebro länsteater |